# 저널리즘 토크쇼 J의 에피소드 목록 (2019년)
이 문서는 KBS 1TV의 기자들의 취재와 전문가 패널의 신랄한 토크를 통해 사회 부조리와 그 안에 깔려있는 대한민국 저널리즘의 문제를 조목조목 파헤치는 비평 프로그램으로 방송된 《저널리즘 토크쇼 J》의 2019년 에피소드 목록을  나열한다.

## 방영 목록
| 회차 | 방송일    | 제목 (원제)                                                                      | 시청률(%)                                      | 비고                       |
| ---- | --------- | -------------------------------------------------------------------------------- | ---------------------------------------------- | -------------------------- |
| 26회 | 1월 6일   | 2019년 신년기획 저널리즘 토크콘서트 '깨어난 시민 J' ①                            | 2.1%                                           | 2019년 신년기획 특집 2부작 |
| 27회 | 1월 13일  | 2019년 신년기획 저널리즘 토크콘서트 '깨어난 시민 J' ② - 미리 보는 2019 언론 비평 | 2.6%                                           |                            |
| 28회 | 1월 20일  | 언론은 '미세먼지'로 무엇을 노리나?                                               | 2.5%                                           |                            |
| 29회 | 1월 27일  | 손혜원 보도, 의혹과 진실 사이                                                    | 3.7%                                           | 손혜원 보도 2부작          |
| 30회 | 2월 3일   | 손혜원 보도, 무엇을 놓쳤나?                                                      | 3.4%                                           |                            |
| 31회 | 2월 10일  | 손석희 보도, 무엇을 노리나?                                                      | 3.9%                                           | 손석희 보도 관련           |
| 32회 | 2월 17일  | 5·18 망언, 조선의 이유 있는 침묵                                                 | 3.3%                                           |                            |
| 33회 | 2월 24일  | 지상파 시사 보도, 정말 편향됐을까?                                               | 2.9%                                           |                            |
| 결방 | 3월 3일   | KBS 공사창립 46주년 특집 관련 방영 관계로 결방                                   | KBS 공사창립 46주년 특집 관련 방영 관계로 결방 |                            |
| 34회 | 3월 10일  | ‘민족지’ 조선·동아, 100년의 침묵                                                 | 2.9%                                           |                            |
| 35회 | 3월 17일  | 조선일보는 사주의 일탈을 어떻게 비호했나?                                        | 3.7%                                           |                            |
| 36회 | 3월 24일  | 본질은 놓치고 선정성만 좇는 '버닝썬' 보도                                        | 3.6%                                           |                            |
| 37회 | 3월 31일  | 무엇이 ‘외교 무능’인가?                                                          | 3.1%                                           |                            |
| 38회 | 4월 7일   | 정치 공세로 변질된 ‘김의겸 투기 의혹’ 보도                                       | 3.0%                                           |                            |
| 39회 | 4월 14일  | 세월호 참사와 기레기의 탄생                                                      | 3.4%                                           |                            |
| 40회 | 4월 21일  | 언론에서 잊혀가는 세월호 참사                                                    | 3.3%                                           |                            |
| 41회 | 4월 28일  | 범죄자 신상공개, '알 권리'인가 '인권침해'인가?                                   | 2.7%                                           |                            |
| 42회 | 5월 5일   | '정치혐오'만 남긴 '동물국회' 보도                                                | 2.9%                                           |                            |
| 43회 | 5월 12일  | 삼성의 '회계사기', 모르거나 외면하거나                                           | 3.6%                                           |                            |
| 44회 | 5월 19일  | '대통령에게 묻는다', 무엇이 불편했나?                                            | 4.1%                                           |                            |
| 45회 | 5월 26일  | 노무현과 언론개혁 ① 전투에서 처절하게 패하다                                     | 5.5%                                           | 노무현과 언론개혁 2부작    |
| 46회 | 6월 2일   | 노무현과 언론개혁 ② 전쟁은 아직 끝나지 않았다                                    | 4.3%                                           |                            |
| 47회 | 6월 9일   | 뉴스는 누구의 돈으로 만들어지나?                                                 | 3.5%                                           |                            |
| 48회 | 6월 16일  | 아니면 그만인 '북한 보도'                                                        | 3.5%                                           |                            |
| 49회 | 6월 23일  | 기자 없는 기자회견 알권리는 어디에                                               | 2.9%                                           |                            |
| 50회 | 6월 30일  | 난민 보도, 현실 아닌 이념 프레임에 빠지다                                        | 3.4%                                           |                            |
| 51회 | 7월 7일   | 정파적 이익만 좇는 '막무가내' 외교 보도                                          | 3.3%                                           |                            |
| 52회 | 7월 14일  | 앵커의 신뢰와 대중의 기대                                                        | 3.3%                                           |                            |
| 53회 | 7월 21일  | 친일 비판에 꿈쩍 않는 조선·중앙의 역사관                                         | 3.3%                                           |                            |
| 54회 | 7월 28일  | 청와대 비판에 대처하는 조선·중앙의 자세                                          | 3.4%                                           |                            |
| 결방 | 8월 4일   |                                                                                  |                                                |                            |
| 결방 | 8월 11일  |                                                                                  |                                                |                            |
| 55회 | 8월 18일  | 도쿄 올림픽 방사능 보도는 안전한가?                                              | 3.1%                                           |                            |
| 56회 | 8월 25일  | 강릉은 왜 '바가지 피서지'가 됐나                                                 | 3.4%                                           |                            |
| 57회 | 9월 1일   | 의혹은 난무, 검증은 실종된 조국 후보자 보도                                      | 3.7%                                           |                            |
| 58회 | 9월 8일   | 조국 간담회, 언론과 정치 사이                                                    | 3.8%                                           |                            |
| 59회 | 9월 15일  | SNS 파고든 기생 언론 언론인가 공장인가?                                          | 2.4%                                           |                            |
| 60회 | 9월 22일  | 검찰과 언론의 공생...'알 권리'라는 핑계                                          | 2.5%                                           |                            |
| 61회 | 9월 29일  | 조국 사태 두 달, 언론이 논란을 끌고가는 방법                                     | 4.4%                                           |                            |
| 62회 | 10월 6일  | '검찰 개혁' 촛불 민심, 언론은 무엇을 놓쳤나?                                     | 4.5%                                           |                            |
| 63회 | 10월 13일 | 하나의 증언, 인식의 간극... 유시민 vs KBS                                        | 4.6%                                           |                            |
| 64회 | 10월 20일 | KBS 보도 논란, 원칙이 관행에 묻다                                                | 4.1%                                           |                            |
| 65회 | 10월 27일 | '여론조사' 보도의 함정, 조사인가 조성인가                                        | 2.9%                                           |                            |
| 66회 | 11월 3일  | 대중이 직격한 시사직격 '친일' 논란                                               | 3.5%                                           |                            |
| 67회 | 11월 10일 | 언론과 정치의 각본 있는 정쟁 보도                                                | 3.8%                                           |                            |
| 68회 | 11월 17일 | 종편은 어떻게 미디어 생태계를 교란시켰나?                                        | 3.3%                                           |                            |
| 69회 | 11월 24일 | 영업과 거래 사이...언론사-지자체 상(賞)거래                                      | 3.0%                                           |                            |
| 70회 | 12월 1일  | 언론의 '지소미아 보도' 누구의 시각인가?                                          | 3.1%                                           |                            |
| 71회 | 12월 8일  | '기자를 거래합니다' 기사 대행의 진화                                             | 2.9%                                           |                            |
| 72회 | 12월 15일 | 'KBS 출입처 폐지' 선언 그리고 한 달                                              | 2.6%                                           |                            |
| 73회 | 12월 22일 | '김우중 별세' 언론이 위인전 쓰는 이유는?                                         | 3.3%                                           |                            |
| 결방 | 12월 29일 | 2019 송년특집 관련 방영 관계로 결방                                              | 2019 송년특집 관련 방영 관계로 결방            |                            |